# Aleiodes sichotealinus
Aleiodes sichotealinus är en stekelart som beskrevs av Sergey A. Belokobylskij 1996. Aleiodes sichotealinus ingår i släktet Aleiodes och familjen bracksteklar. Inga underarter finns listade i Catalogue of Life.